# The Chemical Wedding
The Chemical Wedding ist das fünfte Soloalbum von Bruce Dickinson aus dem Jahr 1998. Es erschien am 15. September 1998 bei Air Raid (UK) – Dickinsons eigenem Label – beziehungsweise CMC International (US).

## Hintergrund
Das Album wurde von Januar bis Juni 1998 in den Studios Sound City and Silver Cloud, Los Angeles, aufgenommen. Gitarrist Roy Z schrieb die meisten Stücke mit und produzierte das Album auch. Die Platte ist von den Werken von William Blake inspiriert und enthält gesungene und gesprochene Auszüge aus seinen prophetischen Werken und Gedichten (insbesondere „And did Those Feet in Ancient Time“ im Titel Jerusalem) sowie Cover-Artwork aus seinem Gemälde The Ghost of a Flea, wohingegen der Name des Albums und sein Titeltrack vom Rosenkreuzer-Manifest Chymische Hochzeit von Christian Rosenkreutz abgeleitet sind. Wie beim Vorgängeralbum war auch hier Iron Maiden-Gitarrist Adrian Smith zu hören, der damals Mitglied von Dickinsons Solo-Band war. Dies war Dickinsons letztes Soloalbum, bevor er und Adrian Smith im folgenden Jahr zu Iron Maiden zurückkehrten.
Der Film Chemical Wedding mit einem Drehbuch von Dickinson wurde im Mai 2008 veröffentlicht. Der Soundtrack enthält den Titelsong des Albums, handelt aber von einer Geschichte über die Reinkarnation von Aleister Crowley und hat ansonsten nichts mit dem Album zu tun.

## Titelliste
| Nr. | Titel                                                                            | Autoren                      | Länge |
| --- | -------------------------------------------------------------------------------- | ---------------------------- | ----- |
| 1.  | King in Crimson                                                                  | Bruce Dickinson, Roy Z       | 4:43  |
| 2.  | Chemical Wedding                                                                 | Dickinson, Z                 | 4:06  |
| 3.  | The Tower                                                                        | Dickinson, Z                 | 4:45  |
| 4.  | Killing Floor                                                                    | Dickinson, Adrian Smith      | 4:29  |
| 5.  | Book of Thel                                                                     | Dickinson, Z, Eddie Casillas | 8:13  |
| 6.  | Gates of Urizen                                                                  | Dickinson, Z                 | 4:25  |
| 7.  | Jerusalem                                                                        | Dickinson, Z, William Blake  | 6:42  |
| 8.  | Trumpets of Jericho                                                              | Dickinson, Z                 | 5:59  |
| 9.  | Machine Men                                                                      | Dickinson, Smith             | 5:41  |
| 10. | The Alchemist (6:00 in expanded edition, includes reprise of "Chemical Wedding") | Dickinson, Z                 | 8:27  |

Die Originalpressungen enthalten einen unbetitelten Hidden Track nach zwei Minuten Stille. In einem kurzen Spoken-Word-Segment heißt es: "And all this vegetable world appeared on my left foot. As a bright sandal, formed immortal of precious stones and gold. I stooped down, and bound it on. To walk forward through eternity".
| Nr. | Titel                                                                                                 | Autoren          | Länge |
| --- | --- | ---------------- | ----- |
| 11. | Return of the King                                                                                    | Dickinson, Smith | 5:06  |
| 12. | Real World                                                                                            | Dickinson, Z     | 3:59  |
| 13. | Confeos (includes the untitled hidden track found at the end of "The Alchemist" on earlier editions.) | Dickinson, Z     | 7:35  |

## Mitwirkende
Bandmitglieder
- Bruce Dickinson – lead vocals
- Adrian Smith – guitars, keyboards
- Roy Z – guitars, keyboards, producer, engineer, mixing
- Eddie Casillas – bass guitar
- David Ingraham – drums, percussion

Gastmusiker
- Arthur Brown – voice on tracks 5, 7, 13
- Greg Schultz – keyboards
- Frazeeke MC, The Guru, Willy 666, Craig Lichtenstein – background vocals on track 4

Produktion
- Stan Katayama – engineer, mixing at Brooklyn Studios, Los Angeles
- Joe Floyd – engineer
- Richard "The Guru" Carette, Sam Storey, Thom Banghardt – assistant engineers
- Dave Collins – mastering at A&M Mastering Studios, Los Angeles

## Rezeption
Das Album erreichte Platz 41 in Deutschland sowie Platz 55 in Großbritannien. Rock Hard wertete mit neun von zehn Punkten.